# Медзяна-Гура (Келецький повіт)
Медзяна-Гура (пол. Miedziana Góra) — село в Польщі, у гміні Медзяна Гура Келецького повіту Свентокшиського воєводства.
Населення — 2443 особи (2011).

## Демографія
Демографічна структура на день 31 березня 2011 року:
|          | Загалом | Допрацездатний вік | Працездатний вік | Постпрацездатний вік |
| -------- | ------- | ------------------ | ---------------- | -------------------- |
| Чоловіки | 1210    | 283                | 848              | 79                   |
| Жінки    | 1233    | 252                | 785              | 196                  |
| Разом    | 2443    | 535                | 1633             | 275                  |